# Ständeversammlung des Großherzogtums Frankfurt
Die Ständeversammlung des Großherzogtums Frankfurt war das Parlament des Großherzogtums Frankfurt zwischen 1810 und 1813.

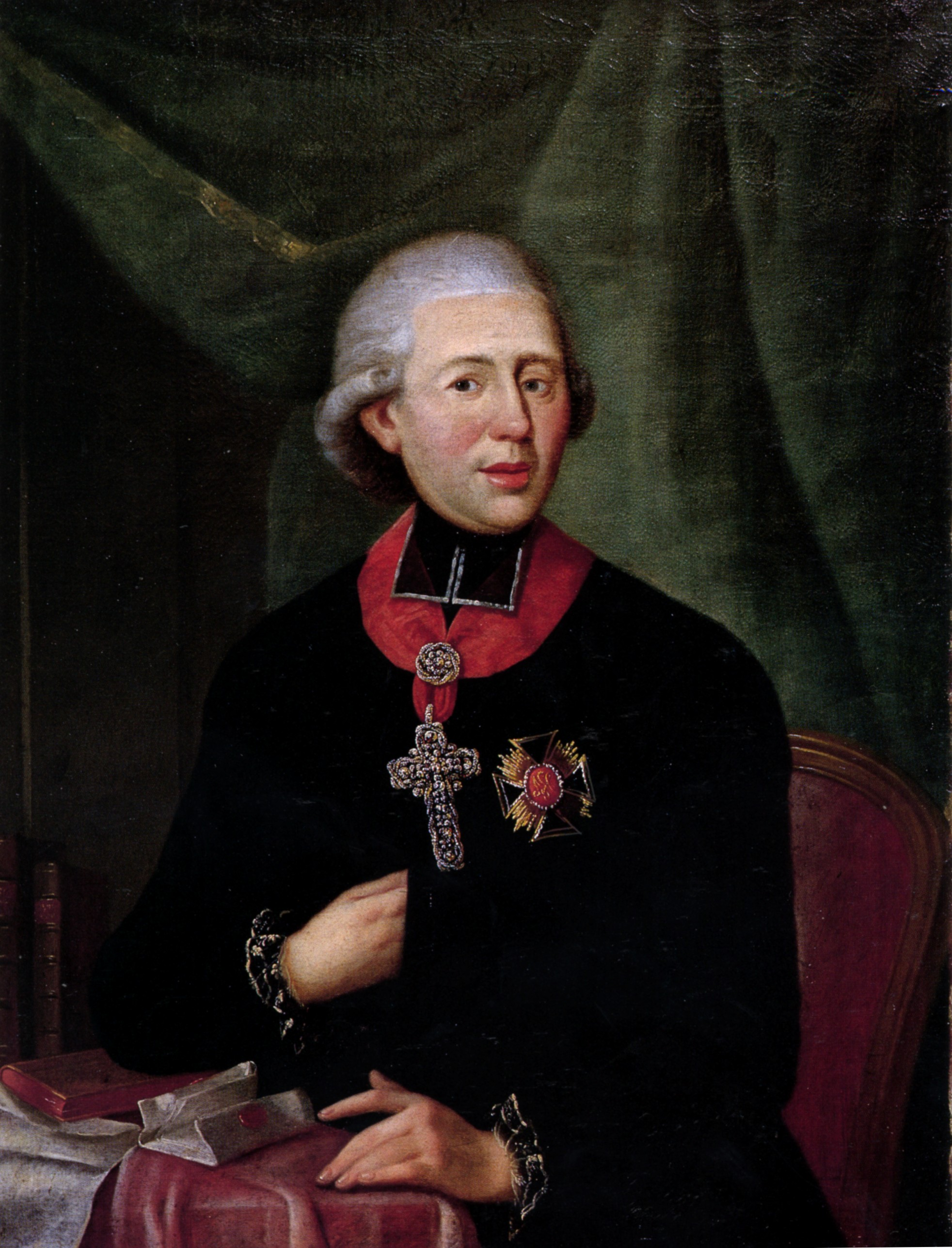
Großherzog Carl

## Voraussetzungen
Im Alten Reich bestanden in vielen Ländern Landstände als Vertreter der Untertanen gegenüber dem Landesherren (im Großherzogtum waren das z. B. die Landstände des Stifts Fulda). Mit der Gründung der napoleonischen Musterländer in Deutschland wurden erstmals derartige Ständerversammlungen auf Basis kodifizierter Verfassungen eingerichtet.
Im Großherzogtum Frankfurt war diese Verfassung das Höchste Organisations-Patent der Verfassung des Großherzogtums Frankfurt vom 16. August 1810. Diese regelte in Artikel 10 bis 21, 26 bis 28 und 35 die Zusammensetzung, Wahl und Kompetenzen der Ständeversammlung.

## Aufgaben und Organisation

### Zusammensetzung
Je fünf Mitglieder wurden in indirekter Wahl durch Wahlkollegien aus je 50 bis 90 Männern ihrer jeweiligen Departements gewählt. Die Wähler wurden durch Großherzog Karl Theodor von Dalberg aus Listen der reichsten Männern des jeweiligen Departements ausgewählt – einer je 1.000 Einwohnern. Die Wähler und die zu Wählenden mussten im Verhältnis 4:1 einerseits reiche Grundbesitzer, Kaufleute oder Fabrikanten und andererseits Gelehrte oder Künstler sein. Die Wahlkollegien wählten aus ihrer Mitte wiederum die eigentlichen Abgeordneten, insgesamt 20, die dann vom Großherzog ernannt wurden. Jedes der vier Departement bestimmte so im Oktober 1810 fünf Abgeordnete. Zur einzigen Wahl traten die Wahlmänner am 8. Oktober 1810 in den Departementshauptstädten zusammen.

### Arbeitsweise
Die Ständeversammlung sollte einmal jährlich tagen. Die Abgeordneten erhielten bereits Diäten. Das Parlament hatte nicht das Recht, aus eigenem Willen zusammenzutreten. Es musste vom Großherzog einberufen werden und er ernannte auch den Parlamentspräsidenten. Präsident wurde 1810 Johann Georg Engelhard. Die Ständeversammlung errichtete 3 Ausschüsse, denen jeweils 3 Abgeordnete angehörten: Die Finanzkommission, die Ziviljustizkommission und die Kommission des peinlichen Gerichtswesens.

### Kompetenzen
Aufgabe war vor allem die Beteiligung am Gesetzgebungsverfahren, insbesondere dem Haushaltsgesetz. Die Ständeversammlung hatte kein Initiativrecht. Gesetze mussten ihr von der Regierung vorgelegt werden, damit sie sich mit ihnen befassen konnte. Ohne eine Zustimmung der Ständeversammlung waren Gesetze aber in Form vorläufiger Regelungen durch großherzogliche Dekrete möglich.
Das Gesetzgebungsverfahren sah vor, dass Gesetzesentwürfe im Staatsrat erarbeitet und mit den zuständigen Kommissionen beraten wurden. Der (ggf. überarbeitete) Entwurf wurde dann der Ständeversammlung vorgelegt und dort ohne Beratung darüber beschlossen. Bei Zustimmung folgte dann die In Kraft Setzung und Verkündigung durch den Großherzog. Insbesondere die fehlende Beratung und Debatte unterscheidet die Arbeitsweise der Ständeversammlung von der späterer Parlamente.

## Mitglieder

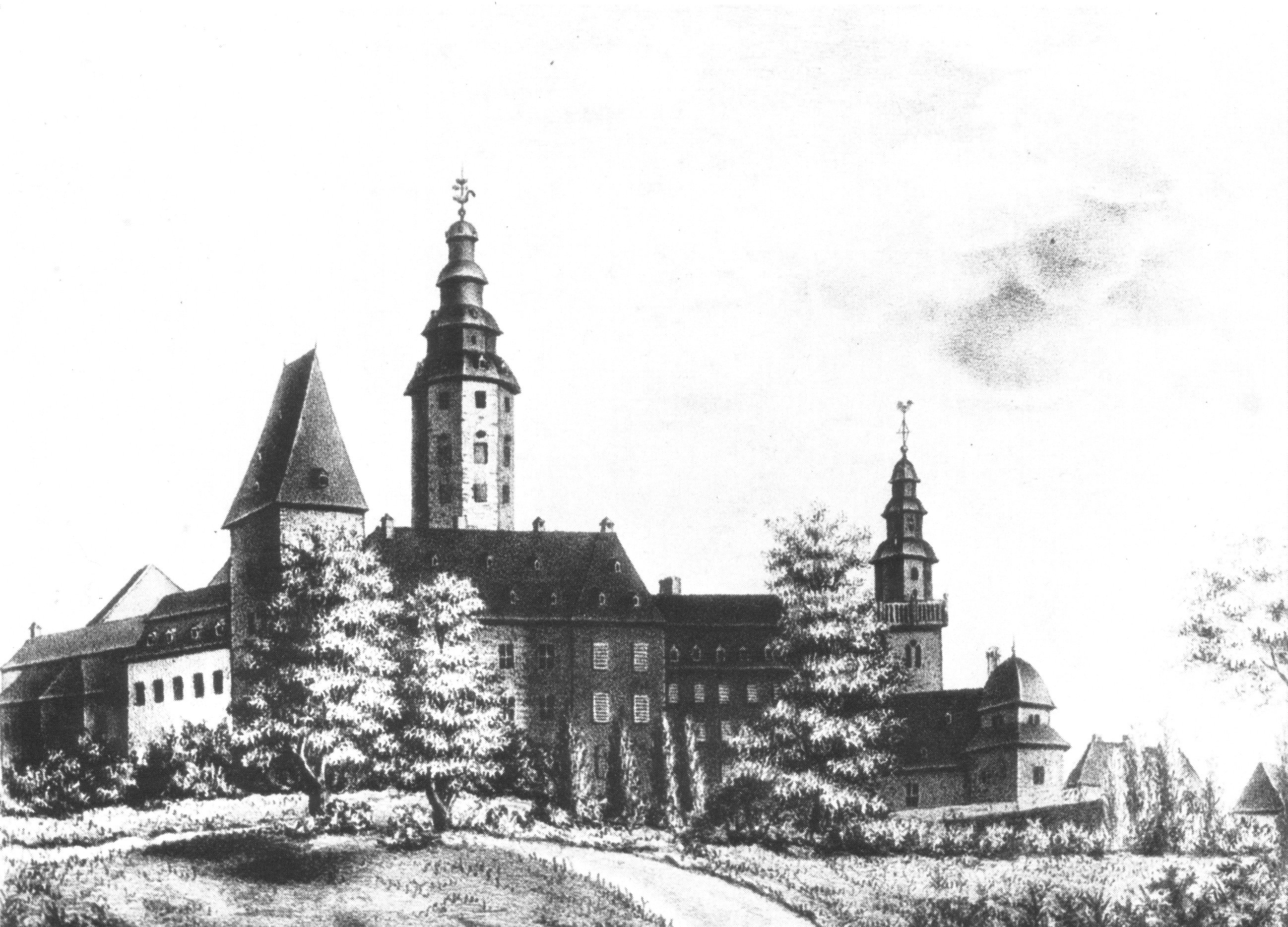
Das Stadtschloss von Hanau – Ort der einzigen Sitzung der Ständeversammlung („Das alte Schloß in Hanau vor dem Abbruch“; Lithographie v. C.W. Woerishoffer, um 1828)

| Name                                                         | Ort           | Klasse        | Departement   |
| ------------------------------------------------------------ | ------------- | ------------- | ------------- |
| Carl Friedrich Buderus von Carlshausen                       | Hanau         | Grundbesitzer | Hanau         |
| Georg Gottfried Clausius                                     | Frankfurt     | Fabrikant     | Frankfurt     |
| Johann Adam Eisenberger                                      | Aschaffenburg | Fabrikant     | Aschaffenburg |
| Johann Georg Engelhard                                       | Aschaffenburg | Grundbesitzer | Aschaffenburg |
| Ludwig Friedrich Wilhelm August Freiherr Gayling von Altheim | Hanau         | Gelehrter     | Hanau         |
| Friedrich Maximilian von Günderrode                          | Frankfurt     | Grundbesitzer | Frankfurt     |
| Johann Philipp Christoph Erasmus Joseph von Heß              | Hammelburg    | Grundbesitzer | Fulda         |
| Nikolaus Koch                                                | Fulda         | Grundbesitzer | Fulda         |
| Johann Karl Lavater                                          | Hanau         | Grundbesitzer | Hanau         |
| Johannes Menz                                                | Fulda         | Fabrikant     | Fulda         |
| Bernhard Sebastian von Nau                                   | Aschaffenburg | Grundbesitzer | Aschaffenburg |
| Georg Christoph Röschel                                      | Frankfurt     | Grundbesitzer | Frankfurt     |
| Ignatz Rüttger                                               | Fulda         | Grundbesitzer | Fulda         |
| Johann Carl Schnerr                                          | Frankfurt     | Grundbesitzer | Frankfurt     |
| Leonhard Sickenberger                                        | Weiberhöfe    | Grundbesitzer | Aschaffenburg |
| Franz Simon                                                  | Eiterfeld     | Gelehrte      | Fulda         |
| Johann Martin Stark                                          | Frankfurt     | Gelehrte      | Frankfurt     |
| Ludwig Otto Toussaint                                        | Hanau         | Fabrikant     | Hanau         |
| Johann George Wachs                                          | Bischofsheim  | Grundbesitzer | Hanau         |
| Friedrich Graf Waldbott von Bassenheim                       | Aschaffenburg | Grundbesitzer | Aschaffenburg |

## Praxis
Der Großherzog berief das Parlament lediglich zu einer einzigen Landtagssession ein. Diese erste und einzige Session wurde am 15. Oktober 1810 eröffnet, dauerte 11 Tage und fand im Stadtschloss Hanau statt, da dieses aus allen Landesteilen am einfachsten erreichbar war. Die Sitzung wurde mit größtmöglichem Zeremoniell eröffnet, wobei man sich an dem Modell des Königreichs Westphalen zu orientieren suchte. Die dort stattgehabten Salutschüsse zur Eröffnung der Ständeversammlung mussten allerdings entfallen, da – wie der Großherzog zu seinem größten Bedauern feststellte – das Großherzogtum keine Kanonen besaß. Die Volksvertreter wurden in Hofequipagen zum Schloss gefahren, der Großherzog hielt unter Trommelwirbel und Glockengeläut Einzug in den Sitzungssaal und anschließend eine Ansprache. Mittags durften die Abgeordneten an seiner Hoftafel teilnehmen. Sie wurden vereidigt und am nächsten Tag begannen die Beratungen. Diese bezogen sich auf drei Gesetze: Das Staatsbudget für 1811, ein Gesetz über die Zuständigkeit des Kassationsgerichts und ein Gesetz über die Strafgewalt der Polizeibehörden. Nach Überweisung in „Kommissionen“ (Ausschüsse) wurden diese dort mit Regierungsvertretern diskutiert und noch einige kleinere Änderungen vereinbart. Anschließend wurden sie in das Plenum zurückverwiesen und dort einstimmig verabschiedet. Die Gesetze wurden dann sogar mit der Formel: „die Stände haben nachfolgendes Dekret erlassen“ und der Mit-Unterschrift des Präsidenten der Stände veröffentlicht.
Bereits 1811 aber bestanden seitens der Regierung Bedenken, die Stände erneut einzuberufen: Befürchtet wurde offenbar, dass sie sich der Einführung des Code Napoléon widersetzen würden. 1812 kam es dann zu einer Auseinandersetzung zwischen dem Großherzog und dem Departementrat von Frankfurt, dem Selbstverwaltungsgremium auf der Ebene des Departements, die deutlich zeigte, dass die Untertanen Interessen an der Mitwirkung in Staatsgeschäften zeigten. Das aber missfiel dem Großherzog dermaßen, dass er auf eine erneute Einberufung der Stände gänzlich verzichtete.